# Gerhard Pretzmann
Gerhard Pretzmann (* 8. September 1929 in Wien; † 20. Januar 2013 ebenda) war ein österreichischer Zoologe und Paläontologe am Naturhistorischen Museum Wien. Er gründete und leitete die Wiener Sektion der Arbeitsgemeinschaft Evolution, Menschheitszukunft und Sinnfragen (AGEMUS).

## Leben
Gerhard Pretzmann studierte in Wien bei Otto Koenig und Konrad Lorenz und schrieb eine Dissertation über „Soziales Verhalten bei Süßwasserfischen“. Sein Doktorat in Philosophie erhielt er im Jahr 1958. Zunächst arbeitete er am Hygiene-Institut (Virologie-Ökologie) und anfangs parallel dazu, dann allein und bis zu seiner Pensionierung (als Abteilungsleiter) am Naturhistorischen Museum und war auch in der Volksbildung sehr aktiv. Pretzmann war Mitbegründer und langjähriges Vorstandsmitglied des Umwelt-Forums, wo er den Arbeitskreis für Umweltethik leitete, und gründete mit Alexander Tollmann die Partei der Vereinten Grünen Österreichs (VGÖ). Lange Zeit war er auch Generalsekretär der Bertha-von-Suttner-Friedensmission, die ihn auch zum Ehrenmitglied ernannte. Er starb am 20. Januar 2013 nach langer Krankheit. Die Grabrede bei der Beisetzung am Wiener Zentralfriedhof im kleinen Kreis hielt Karl Edlinger, szt. Kurator am Naturhistorischen Museum Wien.

## Forschung
Pretzmann forschte unter anderem erfolgreich auf dem Gebiet der Krebse, wo er seltene Unterarten der Süßwasserkrabben entdeckte. Er beschrieb drei Unterarten des Süßwasserkrebses Potamon potamios. Aus seinen zahlreichen Forschungsreisen etc. gingen über 100 wissenschaftliche Arbeiten zu Virologie, Ethologie, Paläontologie und Evolutionstheorie hervor sowie zahlreiche populärwissenschaftliche Buchbeiträge. Pretzmann organisierte jährlich wissenschaftliche Symposien zu unterschiedlichen Fragen. Er gründete und leitete die Wiener Sektion der „Arbeitsgemeinschaft Evolution, Menschheitszukunft und Sinnfragen“ (AGEMUS). Diese wurde im Jahr 1981 vom Freiburger Genetiker Carsten Bresch in einem biologisch-theologischen Arbeitskreis angeregt und nahm sich vor, die naturwissenschaftliche Forschung im Sinne von Teilhard de Chardin zu fördern. Im Jahr 1983 gab es bereits 24 Gruppen in Deutschland, Frankreich und Österreich.

## Schriften (Auswahl)
- Zur Bedeutung der primären Motivation für den Terrorismus – The importance of the primary motivation for terrorism. In: Erwin Bader (Hrsg.): Terrorismus. Eine Herausforderung unserer Zeit. P. Lang, Wien 2007, ISBN 978-3-631-54923-0, S. 131–136.
- Beitrag zur allgemeinen Evolutionstheorie. Wien 2002.
- (Hrsg.): Umweltethik. Manifest eines verantwortungsvollen Umgangs mit der Natur. Graz 2001.
- Abschied von Illusionen. Fazit des XX. Jahrhunderts. AGEMUS, Wien 1999.
- Gedanken zur Noosphäre. In: PCNEWS edu. Februar 1997, S. 31 f. (PDF).
- Gibt es eine objektive Ethik? Evolutionäre Grundlagen menschlichen Handelns und Wertens. In: Umweltethik. Beiträge zur Grundlegung zukunftsverträglicher Werthaltungen. Umweltforum 6 / Oktober 1996, S. 20–22.
- Grundzüge eines ökologischen Humanismus. VWGÖ, Wien 1992, ISBN 3-85369-857-3.
- Die Liebe. Natur und Kultur. Versuch einer Synopsis. Selbstverlag, Wien 1981.
- Ergebnisse einiger Sammelreisen nach Vorderasien. In: Annalen des Naturhistorischen Museums in Wien. Jahrgang 77, Wien 1976, S. 453–456 (zobodat.at [PDF]).